# Darja Semeņistaja
Darja Semenistaja, (ur. 16 września 2002) – łotewska tenisistka.

## Kariera tenisowa
W karierze zwyciężyła w piętnastu singlowych i dziesięciu deblowych turniejach rangi ITF. 1 kwietnia 2024 roku zajmowała najwyższe miejsce w rankingu singlowym WTA Tour – 106. pozycję, również 29 stycznia 2024 osiągnęła najwyższą pozycję w rankingu deblowym – 143. miejsce.

## Finały turniejów WTA 125
| Legenda                   | Legenda |
| ------------------------- | ------- |
| Wielki Szlem              |         |
| Igrzyska olimpijskie      |         |
| WTA Tour Championships    |         |
| od 2021                   |         |
| WTA 1000 (obowiązkowe)    |         |
| WTA 1000 (nieobowiązkowe) |         |
| WTA 500                   |         |
| WTA 250                   |         |
| WTA 125                   |         |

### Gra pojedyncza 1 (1–0)
| Końcowy wynik | Nr | Data           | Turniej | Nawierzchnia | Przeciwniczka | Wynik finału     |
| ------------- | -- | -------------- | ------- | ------------ | ------------- | ---------------- |
| Zwyciężczyni  | 1. | 11 lutego 2024 | Mumbaj  | Twarda       | Storm Hunter  | 5:7, 7:6(6), 6:2 |

### Gra podwójna 4 (2–2)
| Końcowy wynik | Nr | Data             | Turniej             | Nawierzchnia | Partnerka        | Przeciwniczki                 | Wynik finału   |
| ------------- | -- | ---------------- | ------------------- | ------------ | ---------------- | ----------------------------- | -------------- |
| Zwyciężczyni  | 1. | 6 stycznia 2024  | Canberra            | Twarda       | Veronika Erjavec | Kaylah McPhee Astra Sharma    | 6:2, 6:4       |
| Zwyciężczyni  | 2. | 14 września 2024 | Bukareszt           | Ceglana      | Carole Monnet    | Aliona Bolsova Katarzyna Kawa | 1:6, 6:2, 10–7 |
| Finalistka    | 1. | 3 stycznia 2025  | Canberra            | Twarda       | Nina Stojanović  | Jaimee Fourlis Petra Hule     | 5:7, 6:4, 6–10 |
| Finalistka    | 2. | 5 kwietnia 2025  | La Bisbal d’Empordà | Ceglana      | Nina Stojanović  | Magali Kempen Anna Sisková    | 6:7(1), 1:6    |

## Wygrane turnieje rangi ITF
| turnieje z pulą nagród 100 000 $ |
| turnieje z pulą nagród 80 000 $  |
| turnieje z pulą nagród 60 000 $  |
| turnieje z pulą nagród 40 000 $  |
| turnieje z pulą nagród 25 000 $  |
| turnieje z pulą nagród 15 000 $  |
| turnieje z pulą nagród 10 000 $  |

### Gra pojedyncza
|     | Data       | Turniej     | ($)    | Naw.   | Finalistka             | Wynik            |
| 1.  | 04/07/2021 | Prokuplje   | 15 000 | ziemna | Alice Robbe            | 6:2, 2:6, 6:3    |
| 2.  | 11/07/2021 | Prokuplje   | 15 000 | ziemna | Natalija Senić         | 6:0, 6:2         |
| 3.  | 15/08/2021 | Bratysława  | 15 000 | ziemna | Pia Lovrič             | 6:4, 6:3         |
| 4.  | 29/08/2021 | Czarnomorsk | 15 000 | ziemna | Nicole Fossa Huergo    | 6:3, 6:2         |
| 5.  | 03/10/2021 | Cancún      | 15 000 | twarda | María Portillo Ramírez | 6:3, 7:5         |
| 6.  | 10/10/2021 | Cancún      | 15 000 | twarda | María Portillo Ramírez | 5:7, 7:6(5), 6:0 |
| 7.  | 17/10/2021 | Cancún      | 15 000 | twarda | Rachel Gailis          | 7:5, 7:5         |
| 8.  | 13/02/2022 | Cancún      | 25 000 | twarda | Lina Glushko           | 4:6, 7:6(5), 6:2 |
| 9.  | 15/05/2022 | Pula        | 25 000 | ziemna | Irina Chromaczowa      | 6:4, 4:6, 6:1    |
| 10. | 26/06/2022 | Ystad       | 25 000 | ziemna | Sofia Samavati         | 3:6, 6:3, 6:1    |
| 11. | 12/02/2023 | Meksyk      | 40 000 | twarda | Jana Kolodynska        | 7:5, 1:0 krecz   |
| 12. | 07/05/2023 | Praga       | 60 000 | twarda | Jéssica Bouzas Maneiro | 2:6, 6:3, 6:4    |
| 13. | 09/07/2023 | Lipawa      | 60 000 | ziemna | Jessie Aney            | 6:4, 6:4         |
| 14. | 23/07/2023 | Ołomuniec   | 60 000 | ziemna | Lea Bošković           | 6:7(6), 6:3, 6:1 |
| 15. | 21/01/2024 | Bengaluru   | 40 000 | twarda | Carole Monnet          | 6:1, 3:0 krecz   |